# Survivor Series 2021
Survivor Series (2021) was de 35ste professioneel worstel-pay-per-view (PPV) en WWE Network evenement van Survivor Series dat georganiseerd werd door WWE voor hun Raw en SmackDown brands. Het evenement vond plaats op 21 november 2021 in het Barclays Center in Brooklyn, New York.

## Productie

### Verhaallijnen
WWE onthulde op 6 november 2021 de teams van Raw en SmackDown voor de traditionele Survivor Series-5-tegen-5-eliminatiewedstrijden. Het team van Raw bestond uit Seth Rollins, Finn Bálor, Kevin Owens, Rey Mysterio en Dominik Mysterio. Op 8 november 2021, aflevering van Raw, bevestigde Adam Pearce dat elk teamlid een voormalige wereldkampioen is, behalve Dominik. Daarentegen organiseerde Pearce een wedstrijd tussen Dominik en Bobby Lashley, waarbij de winnaar deelneemt aan het team van Raw, wat Lashley won. Nadat Rey schijnbaar een blessure had opgelopen tijdens een wedstrijd met Lashley, heeft Pearce Rey van het team verwijderd en verving hem door Austin Theory. Het team van SmackDown bestond uit Drew McIntyre, Jeff Hardy, King Woods, Sami Zayn en Happy Corbin. Op 12 november 2021, aflevering van SmackDown, won Hardy van Zayn in een wedstrijd, waar bij de verliezer het team moest verlaten. De uiteindelijke vijfde teamlid was Sheamus, die een fatal-4-way wedstrijd won van Cesaro, Ricochet en Jinder Mahal.
Op 6 november 2021, onthulde WWE ook zowel Raw- als SmackDown's teamleden voor de Survivor Series-wedstrijd voor de vrouwen. Er werd aangekondigd dat Bianca Belair, Liv Morgan, Carmella, Queen Zelina en de helft van de WWE Women's Tag Team Champions, Rhea Ripley, team Raw zouden vertegenwoordigen. De leden van team SmackDown bleken Sasha Banks, Shayna Baszler, Shotzi, Natalya en Aliyah te zijn. In de aflevering van SmackDown op 12 november 2021, verwijderde Sonya Deville Aliyah echter uit de wedstrijd, schijnbaar vanwege haar relatie met Naomi, die op gespannen voet stond met Deville. Op 18 november 2021, onthulde Deville via de sociale media van WWE dat Toni Storm de lege plek van team SmackDown zou vullen.
Om het 25-jarig jubileum van het WWE-debuut van The Rock tijdens het evenement Survivor Series in 1996 te herdenken, vond er een Battel Royal-wedstrijd plaats met worstelaars van Raw en SmackDown.

## Matches
| Nr. | Match | Winnaar(s)        | Opmerkingen                                       | Bron  |
| --- | --- | ----------------- | ------------------------------------------------- | ----- |
| 1P  | Shinsuke Nakamura (SmackDown's Intercontinental Champion) (met Rick Boogs) vs. Damian Priest (Raw's United States Champion)                                                                    | Shinsuke Nakamura | Champion vs. Champion.                            | [ 1 ] |
| 2   | Becky Lynch (Raw Women's Champion) vs. Charlotte Flair (SmackDown Women's Champion) | Becky Lynch       | Champion vs. Champion.                            | [ 1 ] |
| 3   | Team Raw (Seth Rollins, Finn Bálor, Kevin Owens, Austin Theory & Bobby Lashley) (met MVP) vs. Team SmackDown (Drew McIntyre, Jeff Hardy, King Woods, Happy Corbin & Sheamus) (met Madcap Moss) | Team Raw          | 5-on-5 men's Survivor Series elimination match.   | [ 1 ] |
| 4   | Battle Royal. | Omos              | Omos won door Ricochet als laatste te elimineren. | [ 1 ] |
| 5   | RK-Bro (Randy Orton & Riddle) (Raw Tag Team Champions) vs. The Usos (Jimmy & Jey Uso) (SmackDown Tag Team Champions)                                                                           | RK-Bro            | Champion vs. Champion.                            | [ 1 ] |
| 6   | Team Raw (Bianca Belair, Rhea Ripley, Liv Morgan, Carmella & Queen Zelina) vs. Team SmackDown (Sasha Banks, Shayna Baszler, Shotzi, Natalya & Toni Storm)                                      | Team Raw          | 5-on-5 women's Survivor Series elimination match. | [ 1 ] |
| 7   | Roman Reigns (SmackDown's Universal Champion) (met Paul Heyman) vs. Big E (Raw's WWE Champion)                                                                                                 | Roman Reigns      | Champion vs. Champion.                            | [ 1 ] |